# South Fork Estates
South Fork Estates è un census-designated place degli Stati Uniti d'America situato nella contea di Jim Hogg dello Stato del Texas.
La popolazione era di 70 persone al censimento del 2010.

## Geografia fisica
South Fork Estates è situata a 27°16′02″N 98°43′30″W (27.267222, -98.725038).
Secondo lo United States Census Bureau, ha un'area totale di 3,4 miglia quadrate (8,8 km²).

## Società

### Evoluzione demografica
Secondo il censimento del 2000, c'erano 47 persone, 15 nuclei familiari e 10 famiglie residenti nella città. La densità di popolazione era di 14,0 persone per miglio quadrato (5,4/km²). C'erano 21 unità abitative a una densità media di 6,2 per miglio quadrato (2,4/km²). La composizione etnica della città era formata dal 72,34% di bianchi, il 2,13% di nativi americani, il 25,53% di altre razze. Ispanici o latinos di qualunque razza erano il 76,60% della popolazione.
C'erano 15 nuclei familiari di cui il 46,7% aveva figli di età inferiore ai 18 anni, il 60,0% aveva coppie sposate conviventi, il 6,7% aveva un capofamiglia femmina senza marito, e il 33,3% erano non-famiglie. Il 26,7% di tutti i nuclei familiari erano individuali e il 6,7% aveva componenti con un'età di 65 anni o più che vivevano da soli. Il numero di componenti medio di un nucleo familiare era di 3,13 e quello di una famiglia era di 4,10.
La popolazione era composta dal 42,6% di persone sotto i 18 anni, il 4,3% di persone dai 18 ai 24 anni, il 29,8% di persone dai 25 ai 44 anni, il 19,1% di persone dai 45 ai 64 anni, e il 4,3% di persone di 65 anni o più. L'età media era di 34 anni. Per ogni 100 femmine c'erano 74,1 maschi. Per ogni 100 femmine dai 18 anni in giù, c'erano 92,9 maschi.
Il reddito medio di un nucleo familiare era di 60.139 dollari e quello di una famiglia era di 60.139 dollari. I maschi avevano un reddito medio di 0 dollari. Il reddito pro capite era di 14.429 dollari. Nessuno era sotto la soglia di povertà.